# メディアのめ
メディアのめは、2012年4月6日からNHK Eテレで放送されている学校放送番組である。小学4年生～6年生を対象とした総合的な学習の時間向けの情報教育番組としてスタートしたが、2014年度からは中学校も対象に加えるようになった。

## 概要
小学校高学年及び中学校の子供たちを対象に、テレビ、雑誌、インターネット、携帯電話など、さまざまなメディアを積極的に使いこなしてゆく力「メディアリテラシー」を身につけることを目的とした番組。
第1回のみ、2012年4月6日（春のテレビクラブ）、2012年4月7日（土曜日朝の再放送枠）に先行放送。2012年4月9日より通常放送。
2012年9月24日放送「気持ちを動かす!CMのヒミツ」は、本編内でとある清涼飲料水のCMが放送される関係上、「NHK for School」の公式サイトでは動画の配信は行われず、番組内容のみをあらすじとして配信していた。また、番組本編でも池上彰が「公共放送のNHKではCMを流さないんですが、今回はCMについて勉強するため、特別にノーカットでCMをお見せしました」と述べた。

## 放送時間
いずれも日本時間。
| 期間                | 放送時間                                             |
| ------------------- | ---------------------------------------------------- |
| 2012年度            | 月曜日 09:25 - 09:35、土曜日 06:35 - 06:45（再放送） |
| 2013年度            | 木曜日 09:30 - 09:40                                 |
| 2014年度 - 2015年度 | 木曜日 09:40 - 09:50                                 |

## 出演者
- 池上彰（ジャーナリスト、元NHK社会部記者・ニュースキャスター）
  - 2005年3月にNHKを退局してから、（NHK教育テレビ・Eテレを含む）NHKの番組にレギュラーで出演するのは、当番組が初めてである。
- 安保泰我（子役タレント）

## 放送リスト
2013年度は2012年度放送分の再放送となっている。

2014年度も再放送がメインだが、ネット関連のテーマで第8回～第10回に新作3本を放送している。これに伴い、2012年度～2013年度の第8回～第15回は、2014年度では第11回～第18回に繰り下げる形で放送される。
2012年度
| 回     | タイトル                              | 初回放送日     |
| ------ | ------------------------------------- | -------------- |
| 第1回  | 写真一枚で世界を切り取れ!             | 2012年4月6日   |
| 第2回  | 実感!音のちから                       | 2012年4月23日  |
| 第3回  | お客の心をつかむ!ポップの言葉         | 2012年5月14日  |
| 第4回  | 工夫がいっぱい!新聞作り               | 2012年5月28日  |
| 第5回  | パッケージが伝えるメッセージ          | 2012年6月11日  |
| 第6回  | 発見!グラフのちから                   | 2012年6月25日  |
| 第7回  | 世界とつながる!インターネット         | 2012年7月9日   |
| 第8回  | 流行をリード!ファッション雑誌の作り方 | 2012年8月20日  |
| 第9回  | 「命」をふきこむアニメーション        | 2012年9月10日  |
| 第10回 | 気持ちを動かす!CMのヒミツ             | 2012年9月24日  |
| 第11回 | 知ってる?ニュース番組の舞台裏         | 2012年10月15日 |
| 第12回 | 選びぬいてつなぐ!映像編集             | 2012年10月22日 |
| 第13回 | 話の流れを作る!構成の工夫             | 2012年11月5日  |
| 第14回 | 感動を生み出す!ドラマの演出           | 2012年11月19日 |
| 第15回 | さがしてみよう!共通のイメージ         | 2012年12月3日  |
| 第16回 | 伝わる!上手なメールの書き方           | 2013年1月7日   |
| 第17回 | どうしてタダ?インターネットのサービス | 2013年1月21日  |
| 第18回 | 匿名?本名?インターネットのつき合い方  | 2013年2月4日   |
| 第19回 | 知らなかった?著作権のルール           | 2013年2月18日  |
| 第20回 | 情報をゲット!ネット検索のワザ         | 2013年3月4日   |

2014年度（新作のみ）
| 回     | タイトル                        | 初回放送日    |
| ------ | ------------------------------- | ------------- |
| 第8回  | ネットのサービス なぜ無料?      | 2014年8月21日 |
| 第9回  | どうつきあう?無料通話アプリ     | 2014年9月11日 |
| 第10回 | どう広まる?ネット上で送った写真 | 2014年9月25日 |